# ヴォイン・ラザレヴィッチ
ヴォイン・ラザレヴィッチ（セルビア語: Војин Лазаревић, ラテン文字転写: Vojin Lazarević、1942年2月22日 - ）は、モンテネグロとセルビア（旧ユーゴスラビア）の元サッカー選手、サッカー指導者。ポジションはフォワード。

## 経歴
地元クラブのFKスティエスカ・ニクシッチで活躍し、レッドスター・ベオグラードに引き抜かれると公式戦214試合に出場し通算6位の134得点を決めた。
ユーゴスラビア代表では1964年から1969年までの5試合に出場している。